# Brok
Brok är ett grovt, vanligen klätt tåg, som tidigare användes för surrning av tyngre föremål, bland annat av en båt som hänger under dävertar, för att hindra dess svängning i sjögång. Brok är även benämningen på ett smäckert tåg avsett att vid bärgning av gaffelsegel hala upp dess översta del mot gaffeln.